# パリ国立高等音楽・舞踊学校
パリ国立高等音楽・舞踊学校（仏: Conservatoire national supérieur de musique et de danse de Paris または Conservatoire de Paris）は、フランスの音楽、舞踊、音楽音響のための芸術大学で、仏国立高等音楽院のひとつ。パリ国立高等音楽院（ぱりこくりつこうとうおんがくいん、Conservatoire national supérieur de musique de Paris, Le Conservatoire de Paris, CNSM de Paris）とも呼ばれる。
通称は、CNSMDP（仏語での発音に基づくカナ転写は「セー・エヌ・エス・エム・デー・ペー」）。音楽の高等教育機関としては世界で最も歴史と伝統があり、その実績から、世界各国の音楽院、音楽大学のモデルになっている。
1795年（共和暦3年）8月3日の国民公会によって設立された音楽院（おんがくいん、Conservatoire de musique）を起源とする。今日ではフランス文化省、音楽・舞踊・演劇・芸能局 (DMDTS) を後見監督とする行政的公施設法人に位置づけられている。
近現代の西洋音楽史において、重要な位置にある数多くの作曲家、演奏家、音楽理論家、電子音響音楽家、音楽教育者を輩出してきた学校であり、音楽史の歴史的現場でもある。今なお世界有数の音楽教育機関として知られており、現在も各国精鋭の学生らが集う。また、ダンサー、バレエダンサーの養成機関としても名高い。
2020年にフランス文化省が発表した指定高等音楽院の12校のうちの1校であり、リヨン国立高等音楽院と共に国内最高峰である。

## 歴史
1669年、ルイ14世によって、王立音楽アカデミー（Académie royale de musique：現在はパリ国立オペラと、芸術アカデミーにおける音楽アカデミーに改編）が設立され、その音楽家養成所として、王立声楽・朗読学校 (l'École royale de chant et de déclamation) がヴェルサイユ宮殿に設置された。これらは、音楽・オペラを好んだルイ14世が、あくまでも私的な楽しみのために設けたものであったが、この2つの組織が、後のフランスにおける音楽と演劇の最大の現場として、教育機関として発展することになった。

### 国立音楽学院
フランス革命真っ只中の1792年、革命政府の手によって、このルイ王家の王立声楽・朗読学校に、市民のための音楽学校が合併され、国立音楽学院 (l'Institut national de musique) へと改編された。国民公会の指名によってフランソワ＝ジョセフ・ゴセックを院長とし、運営に国家予算を割り当てられた。この統合は成功し、音楽家の養成に弾みがついた。軍楽隊養成学校として設置されたこの機関は、共和国の祭典等における奏楽等の公務にあたる音楽家の教育を目的としていた。1784 年にパリ9区に創設され、オペラ座や宮廷音楽家を育てた王立歌唱学校（École royale de chant）とこの国立音楽院の２校は1795年に廃止されると同時に音楽院（Conservatoire de musique）という一つの機関に統合され、国家主導で設置された最初の国民音楽教育機関となり、以後、大文字で始まる音楽のコンセルヴァトワールはパリ音楽院を指す固有名詞となる。コンセルヴァトワールは「保存する」という意味の動詞 « conserver » を語源とする。

### 音楽院

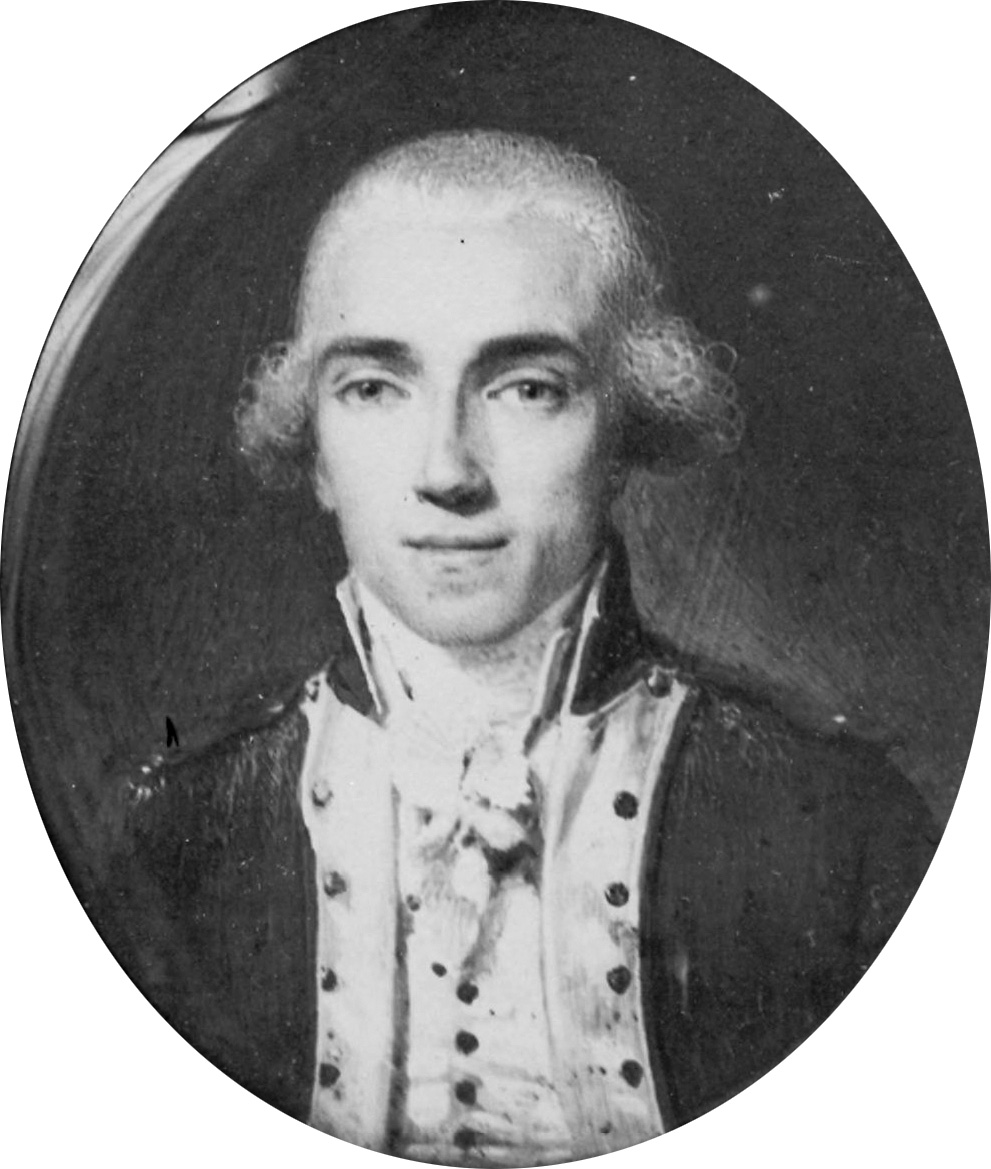
ベルナール・サレット。ボルドーの靴職人の子として生まれ、フランス衛兵隊の軍楽隊を経て音楽院創立に関わり、 王政復古で職を追われるまで初代校長を務めた

1794年のエコール・ポリテクニーク、フランス国立工芸院の設立に続き、1795年8月3日の国民公会によって音楽院 (le Conservatoire de musique) の設立が議決され、国立音楽学院の全機能が移管された。これをもって、現在のパリ国立高等音楽・舞踊学校の創立とされる。国立音楽学院時代から所長であったゴセック、それにエティエンヌ＝ニコラ・メユール、ルイジ・ケルビーニ、ベルナール＝サレットを加えた4人の作曲家がその運営委員に指名され、器楽教育の体系化が進められた。とりわけ弦楽器の教育が強化された。

### 音楽・演劇学校
サレット (1795 - 1815) が初代学長に就任し、1801年に図書館の設立、1803年にはローマ賞音楽部門が設立された。またサレットは、音楽院における演劇部門と舞踊部門の設立を進め、1806年に 同校は音楽・演劇学校 (Conservatoire de musique et de déclamation) と改編された(第二次世界大戦後、この演劇部門はフランス国立高等演劇学校へと改編)。また同年、作曲家でヴァイオリニスト、指揮者のフランソワ・アントワーヌ・アブネックの手によって、音楽院学生によるオーケストラ、パリ音楽院管弦楽団（L'orchestre de la société des concerts du conservatoire、後のパリ管弦楽団）が創設された。サレットの後、フランシス・ペルヌ (1815 - 1822) の時代を経て、第三代学長に就任したルイジ・ケルビーニ (1822 - 1842) によって、入学試験、卒業試験の制度が配備され、新たなクラスとして、声楽伴奏 (1822)、女性ピアノ (1822)、男性ピアノ (1827)、ハープ (1825)、コントラバス (1827)、トランペット (1833)、ピストンホルン (1833)、トロンボーン (1836) などが整備され、器楽科が充実した。この時代、エクトル・ベルリオーズらが輩出された。
第四代目学長のダニエル＝フランソワ＝エスプリ・オベール (1842 - 1871) の時代、ジャック・アレヴィ（作曲）、ピエール・バイヨ（ヴァイオリン）、ジルベール・デュプレ（声楽）、ロール・サンティ＝ダモロー（声楽）、アンリ・エルツ（ピアノ）、アントワーヌ＝フランソワ・マルモンテル（ピアノ）、ルイーズ・ファランク（ピアノ）らが教授として活躍し、学生からはセザール・フランク、サラ・ベルナールなどが輩出された。
第五代学長アンブロワーズ・トマ (1871 - 1896)、第六代目学長テオドール・デュボワ (1896 - 1905) の時代の教授としては、フランク（オルガン）、シャルル＝マリー・ヴィドール（オルガン）、アレクサンドル・ギルマン（オルガン）、ルイ・ディエメ（ピアノ）、エドゥアール・リスラー（ピアノ）、ラウール・プーニョ（ピアノ）、マルタン・マルシック（ヴァイオリン）、ガブリエル・フォーレ（作曲）、アンドレ・ジェダルジュ（対位法、フーガ）らが挙げられる。エルネスト・ギローのクラスからはクロード・ドビュッシーらが、フォーレのクラスからは、シャルル・ケクラン、ナディア・ブーランジェらが、ヴィドールのクラスからはモーリス・ラヴェルなどの逸材が輩出され、学校は円熟期を迎えたが、その一方、この頃の舞台芸術に寄った教育体制への反発から、ヴァンサン・ダンディらによってスコラ・カントルムが設立され (1894)、後にはやはり同校の体制への反発からエコールノルマル音楽院が設立された (1914)。またローマ賞を巡った『ラヴェル事件』がスキャンダルとなり、デュボワが学長の職を退く結果となった。 
デュボアの辞職を受けて第七代目学長の座についたフォーレ (1905 - 1920) は、指揮 (1914)、ティンパニ (1914)、マイムなどのクラスの充実の他、対位法やフーガのクラスを設立して作曲科と音楽書法科の分離を行ったり、作曲法や和声法を学ぶ生徒に対して音楽史を必修科目としたり、声楽のカリキュラムを変更ならびに充実させ、合奏や合唱を重視するなど、音楽院の抜本的な教育制度改革を行った。フォーレによって和声の教授に任命されたブーランジェのクラスからはピエール・アンリらが輩出され、また、ソルフェージュクラスの教授、後に対位法、フーガのクラスの教授となったノエル・ギャロンのクラスからは、モーリス・デュリュフレ 、オリヴィエ・メシアン 、アンリ・デュティーユなどが輩出された。作曲科教授となったヴィドールのクラスからはアルテュール・オネゲルらが、ヴィドールの後を受けて作曲科、管弦楽法クラスの教授となったポール・デュカスのクラスからは、ダリウス・ミヨーらが輩出された。

### パリ国立高等音楽・舞踊学校
1946年、演劇部門が国立高等演劇学校 (Conservatoire national supérieur d'art dramatique) として分離独立したことで、舞踊部門と音楽部門はパリ国立高等音楽舞踊学校 (Conservatoire national supérieur de musique et de danse de Paris : CNSMDP) として改編された。新たなクラスとして、サクソフォン (1942)、打楽器 (1947)、教育 (1947)、室内楽 (1947)、クラヴサン (1950)、オンドマルトノ (1968) が設立された。第九代学長クロード・デルヴァンクール (1941 - 1946) によって分析科教授に任命されたメシアンのクラスからは、ピエール・ブーレーズ、カールハインツ・シュトックハウゼン、リュク・フェラーリらが輩出され、後の音楽分析のクラス (1962 - 1968) からは、ジェラール・グリゼー、トリスタン・ミュライユ、ミカエル・レヴィナスらが輩出された。ミヨー（作曲、1947 - 1962）のクラスからは、バート・バカラックらが、また、ピアノ伴奏クラス教授 (1946 - ) として呼び戻されたブーランジェのクラスからはミシェル・ルグランらが輩出された。この時期の他の教授としては、カミーユ・モラーヌ（声楽、1962）、アンドレ・ジョリヴェ（作曲、1965）、モーリス・アンドレ（トランペット、1966）、イヴォンヌ・ロリオ（ピアノ、1967）、ピエール・シェフェール（テープ音楽、1968）、ジョルジュ・バルボトゥー（ホルン、1969）、ジャン＝ピエール・ランパル（フルート、1969）、モーリス・ジャンドロン（チェロ、1969）らが挙げられる。
1980年、リヨン国立高等音楽舞踊学校 (CNSMD de Lyon) がリヨン市に設立され、以降、現在に至るまで、フランス国立高等音楽院は二校存在している。フランソワ・ミッテラン 大統領による音楽都市 (Cité de la musique) 計画 (1984) に基づき、第十四代学長アラン・ルヴィエ (1986 - 1991) がラ・ヴィレット公園内への校舎移転 (1990) を執り行った。ルヴィエからグザヴィエ・ダラス (1991 - 1992)、マルク＝オリヴィエ・デュパンの時代にかけて、古楽科 (1984)、音響科 (1989)、舞踊教育科 (1989)、ジャズ・即興科 (1991) が設立され、また教育科の再編により、新技術、グレゴリオ聖歌指揮、ルネサンスポリフォニー、二十世紀音楽書法、即興、民族音楽などのクラスが設立された。この時代の教授としては、イヴォ・マレク（作曲、1972 - 1990) らが挙げられる。

## 体制と反動
外国人差別が想像を絶するほど酷かった19世紀、フランツ・リストは入学を許されることはなかった。スペインのピアニスト兼作曲家のイサーク・アルベニスは「ガラスを割って入学を延期」したかのように伝わっているが、実際には入学試験に落ち、ブリュッセル音楽院へ移った後はスコラ・カントルムで教え、生涯この学校への憎悪を露にしていた。フェルッチョ・ブゾーニがアントン・ルビンシテインにこの学校への留学を相談したところ、「あんなところには行くのを止めておけ」と返した。一部学生、作曲家らの反発はスコラ・カントルム、エコールノルマル音楽院の設立を促し、既に作曲家として市民権を得ていたモーリス・ラヴェルのローマ賞落選は、学長デュボアの退任という事態につながった。また後に国際的に活躍することとなった尹伊桑、黛敏郎は、教育内容への反発から、共に一年で自主退学をしている。幾度かの制度改革と共にその教育体制は変遷を辿ってきた一方、教育カリキュラムの内容とその質、量、各種コンクールの決定権に関しては、文化保全機関としてのコンセルヴァトワールとしての存在意義と関わりつつ、このような反発と反動の歴史を、現在に至るまで複雑に織りなしてきている。

## 施設
現在の校舎は1990年、パリ19区のラ・ヴィレット公園内、シテ・ド・ラ・ミュジックの西側に新築された施設であり、建築設計はクリスチャン・ド・ポルザンパルクによるもの。最寄り駅はパリメトロ5号線ポルト・ド・パンタン駅。
1795年当時の初代校舎はパリのパリ9区に位置し、現在もフランス国立高等演劇学校の校舎として使われている。1911年にフォーレの指示によりパリ8区のマドリッド通りに移転したが、この二代目校舎は現在、パリ地方音楽院 (CRR de Paris) の校舎として使用されている。

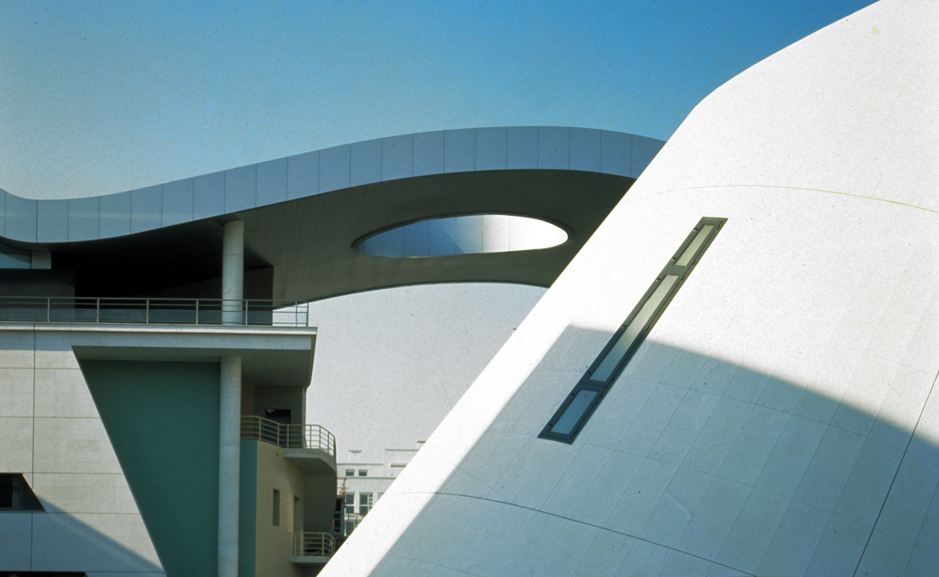
シテ・ド・ラ・ミュジックから眺めた校舎、パリ19区

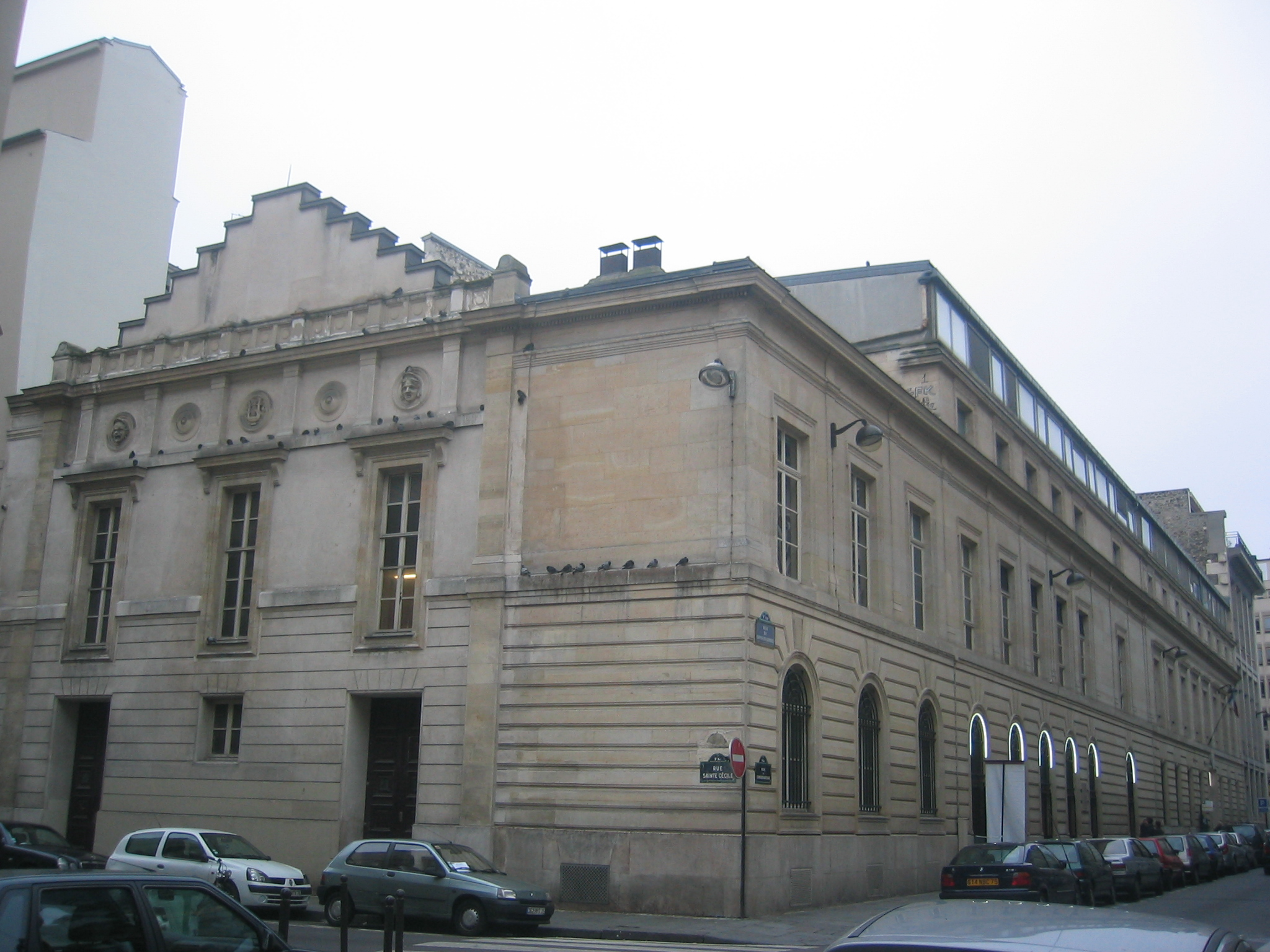
1795年当時の初代校舎、パリ9区

## 教育
現在、同校は、音楽、舞踊、音楽音響学、教育の4つの部門から成る、以下の9学科に構成されている。
学科の中で、さらに楽器や分野別に専攻、専門クラスが区分けされている。
- 器楽科 Disciplines instrumentales
- 声楽科 Disciplines vocales
- 古楽科 Musique ancienne
- ジャズ科 Jazz et musiques improvisées
- 音楽書法・作曲・指揮科 Ecriture, composition, direction d'orchestre
- 音楽学・分析科 Musicologie et analyse
- 音楽音響科 Métiers du son
- 舞踊科 Disciplines chorégraphiques
- 教員養成科 Pédagogie - Formation à l'enseignement

2007年度の統計では、同校は全科で1381名の学生を有し、学生の平均年齢は23歳であったが、最年少は13歳、最年長は48歳であった。入学試験の倍率は平均にして約5倍 (19%) であり、いくつかの学科では10倍 (10%) に上った。また、在学生に占める外国人留学生の割合は全体の18%を占め、41カ国から集い、アジアからの学生が最も多かった
。
2009年度までは、フランス語圏外からの受験合格者は、入学前または入学後一年以内にフランス国民教育省フランス語資格試験 (Diplôme d'études en langue française, DELF)、またはフランス語能力テスト (TCF, Test de connaissance du français) のいずれかにおいてB1の資格を提示しなければ退学処分となったが、2012年度現在、第一高等課程（学部）に関しては、合格発表から約3ヶ月後の6月30日までの提出が規則となっている。これは義務であり、例え第一高等課程の入試に合格したもののフランス語能力テストに合格できなかった場合、仮に入学が許可されたとしてもその後に退学処分となる場合がある（実際にあった事例）。
専攻別で入学の年齢制限が設けられており、特にピアノ・ヴァイオリンなどの専攻、専門クラスは年齢が低いことが特徴。第一高等課程（学部）は入学年度の10月に以下の年齢未満であることが条件となっている。
- 22歳未満：ピアノ、ヴァイオリン、フルート、ハープなど
- 24歳未満：サキソフォン、クラリネット、ファゴット、音楽学など
- 25歳未満：声楽（女性）、ジャズ
- 26歳未満：上記以外の弦楽器・管楽器、ギター、オルガン、古楽器、ピアノ伴奏法、即興演奏、音響学、音楽書法など
- 27歳未満：声楽（男性）
- 28歳未満：作曲
- 30歳未満：指揮、音楽音響

第二高等課程（修士）、第三高等課程（博士）を受験する際にも各々年齢制限が指定されており、学科によって上記と同じ場合もあれば、異なる場合もある。
なお、教員養成科には年齢制限がないが、パリまたはリヨンのフランス国立高等音楽院における第二高等課程のディプロム取得が条件となる。

## 卒業資格
2000年度までは、入学後、卒業資格を得るための主な必要最低年数は3年（科によっては2年）であり、一つの学科、クラスに最大で4年間まで（科によっては3年）在学が可能であった。一等賞（プルミエ・プリ）でない限りは卒業生とみなされなかったため、3回まで卒業試験を受ける事が出来た。2000年度より、除籍退学とならない限り、très bien（優）、bien（良）、assez bien（可）の成績が添えられた国家卒業資格 (Diplome Formation Supérieure) が与えられるようになったが、ボローニャ・プロセスに基づき、2008年度より、LMD (Licence-Master-Doctorat) 制度に基づいた第一課程（3年）、第二課程（2年）の完全五年制が導入され、卒業資格は一新された。なお、2009年度より器楽科を中心に第三課程（3年）が設立され始めている。専門課程の学生は、各々の学科における専門授業を全てtrès bienまたはbienの成績で修めた場合、学士相当 (Certificat) および修士相当 (Prix) のディプロムを与えられる。また、将来欧州各国で教職に就くことを希望する学生には、ソルボンヌ大学（パリ第4大学）との提携により、同校の音楽教育課程と平行して、音楽学 (Licence) の学士課程を履修することが可能である。また同校は、エラスムス・プログラムによる欧州各国の音楽院、音楽大学との短期交換留学（4ヶ月から1年）に参加している。

## パリ国立高等音楽・舞踊学校が舞台となった作品や設定等
- スチュワーデス物語
村沢浩（風間杜夫）の元婚約者・新藤真理子（片平なぎさ）がパリ国立高等音楽院（パリのコンセルヴァトワール）に留学していたという設定。
- のだめカンタービレ
主人公は大学を中退してパリ国立高等音楽院に留学した設定。

## 名称に関して
パリ国立高等音楽・舞踊学校において、多くの日本人に馴染み深く、また日本人留学生が存在するのはもっぱら音楽部門の方であり、帰国生や音楽関係者の間ではパリ国立高等音楽院の名称が多く用いられている。
フランスにおいても、Conservatoire de musique de Paris、CNSMなど、音楽を中心とした通称が慣例化しており、同校の歴史上、他の分野が関わりつつも、音楽がその中心にあったことから、「音楽院」という呼び名は半ば必然性をもって慣習化してきた。しかし公的な文章においては、舞踊部門までを含めた国立高等音楽・舞踊学校（またはその略号CNSMD）の名称が用いられることが多い。

## 公式サイト
- パリ国立高等音楽・舞踊学校

座標: 北緯48度53分20秒 東経2度23分27秒 / 北緯48.88889度 東経2.39083度